# Цькування гієн

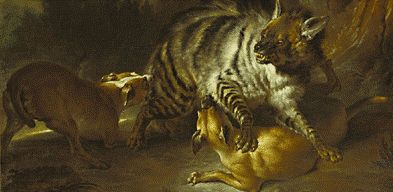
Гієна (1739), художник Жан-Батист Удрі, смугаста гієна, що бореться з двома мастифами

Нацькування гієн — кривавий вид спорту, який включає цькування гієн проти собак.

## Історія
Найбільш часто використовуваним видом для цькування історично була смугаста гієна. Гієни можуть бути складними супротивниками для собак, оскільки їхні щелепи надзвичайно потужні. Одного укусу гієни, що триває кілька секунд і не затримується, достатньо, щоб убити велику собаку. Очевидно, гієни борються з собаками, намагаючись покалічити їх, кусаючи за ноги.
Каландар і Торі в південному Пенджабі, Кандагарі і Кветті ловлять смугастих гієн, щоб протистояти їм спеціально навченим собакам. Гієн стримують мотузками, щоб у разі потреби відтягнути їх від собак. У Белуджистані пійманим гієнам іноді вставляли в рот вуздечки, щоб вони не поранили собак. Це було зроблено для того, щоб привчити собак не боятися тварини. Відомо, що суку бордоського дога на ім'я Мегре виставляли проти гієн у 1895 році, хоча точний вид не був ідентифікований.